# Метасоматичні гірські породи
Метасоматичні гірські породи (рос. метасоматические горные породы, англ. metasomatic rocks, нім. metasomatische Gesteine n pl) — гірські породи, що утворилися внаслідок процесу метасоматизму. Метасоматичні породи — це породи, в яких мінералогічні зміни спричинені в основному інфільтрацією флюїду зовнішнього походження та меншою або незначною мірою змінами тиску та температури.
Розрізняють три стадії утворення М.г.п.:
- ранню лужну (магнезіальні та вапнякові скарни),
- кислотну (ґрейзени та вторинні кварцити),
- пізню лужну (березит, лиственіт).

## Різновиди
- Польовошпатові метасоматити — білі та світло-сірі нерівномірно зернисті породи, що складаються з польового шпату, біотиту і егірину, лужної рогової обманки, співвідношення яких може сильно варіювати. Нефелін, содаліт, канкриніт та цеоліти практично відсутні.